# Nephelodes demaculata
Nephelodes demaculata är en fjärilsart som beskrevs av Barnes och Mcdunnough 1918. Nephelodes demaculata ingår i släktet Nephelodes och familjen nattflyn. Inga underarter finns listade i Catalogue of Life.